# Sabaudia
Pour les articles homonymes, voir Sabaudia (homonymie).
Pour la municipalité brésilienne, voir Sabáudia
Pour l'ancienne appellation de la Savoie, voir Sapaudia.
Sabaudia est une commune italienne d'environ 20 000 habitants, située dans la province de Latina, dans la région Latium, en Italie centrale.

## Géographie
Sabaudia est située au cœur de la région de l'Agropontino (anciens marais Pontins, bonifiés à l'époque mussolinienne), à 25 km de Latina. Le territoire communal s'étend du littoral sablonneux de la plaine côtière jusqu'à un espace de forêts (ancienne Selva di Terracina) et de zones humides et marécageuses bordé par trois lacs : le lac des Moines , le lac de Sabaudia (dit aussi lac de Paola) et le lac de Caprolace. Une grande partie du territoire communal est incluse dans le parc National de Circeo depuis 1934.

## Histoire

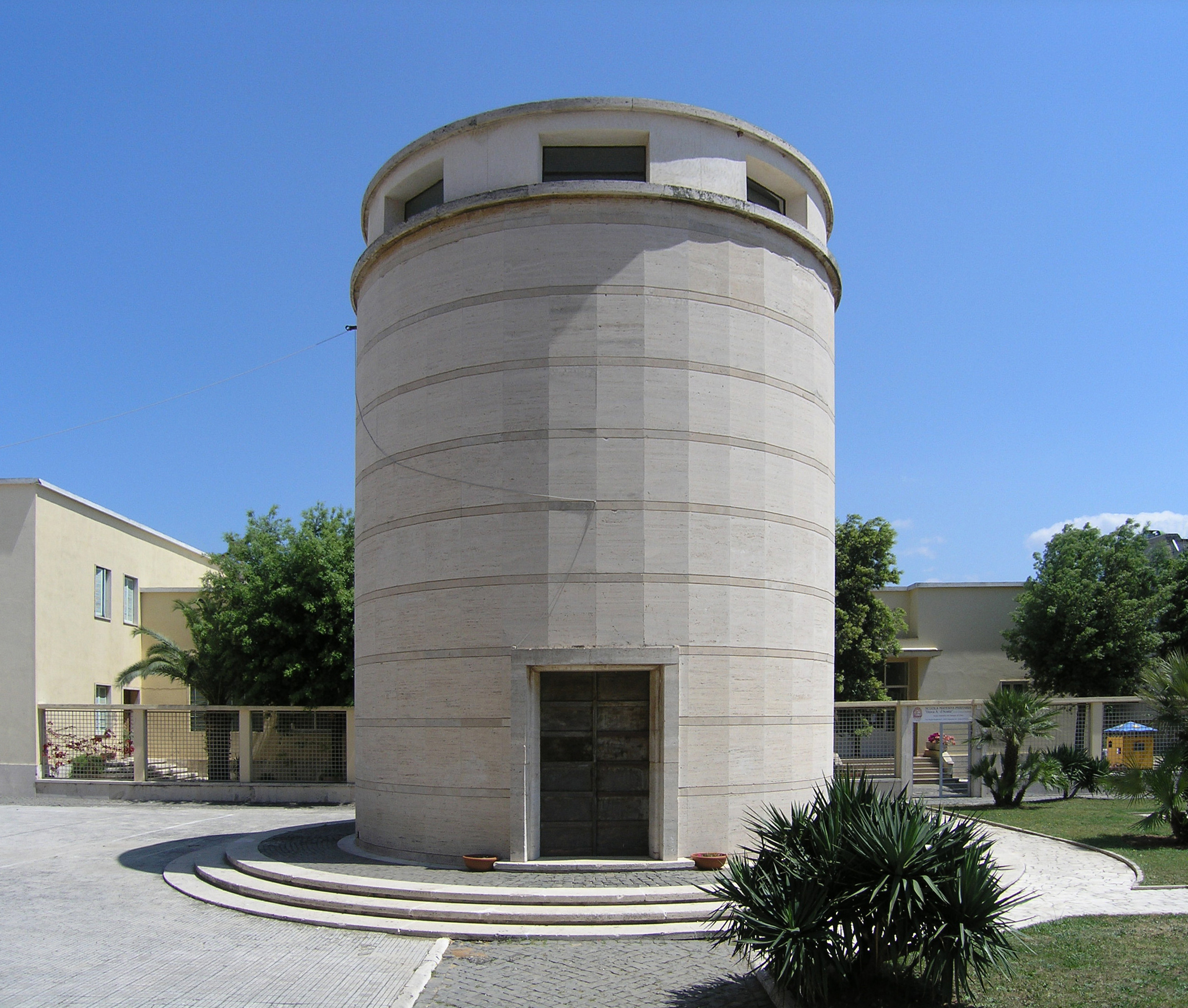
Église de l'Annonciation.

Station balnéaire bâtie pour les Romains en 1934 sous le régime fasciste, c'est un exemple d'architecture dite rationaliste (architectes du Gruppo 7 et du MIAR). 
Les monuments phares de cette création sont l'hôtel de ville avec la Torre civica (beffroi), l'église moderne de l'Annonciation, l'élégante Poste centrale due à l'architecte Angiolo Mazzoni, traitée dans le style "Art-Déco Paquebot" et récemment restaurée, ainsi que l'Hôpital et la maternité créée sous le fascisme pour l'Opera nazionale Maternita e Infanzia.

## Culture et patrimoine

### Musées
- Musée au Palazzo comunale avec des sculptures d'Emilio Greco

### Monuments et patrimoine
- Hôtel de ville de Sabaudia

- Villa Volpi, villa néoclassique en bord de mer

### Personnalités liées à la commune
- Giuseppe Dosi, commissaire de la Sécurité publique italienne, connu pour plusieurs  plusieurs enquêtes importantes entre les 2 guerres mondiales, est mort à Sabaudia en 1981.
- Louis Perin, (né le 12 juillet 1948 à Sabaudia - région Latium, Italie),  écrivain italo-français.

## Administration
| Période                                  | Période         | Identité               | Étiquette     | Qualité                   |
| ---------------------------------------- | --------------- | ---------------------- | ------------- | ------------------------- |
| 12 juin 2007                             | 18 juillet 2008 | Alessandro Maracchioni | centre droit  | Maire                     |
| 18 juillet 2008                          | 7 juin 2009     | Maurizio Lucci         | centre droit  | Faisant fonction de maire |
| 8 juin 2009                              | 9 décembre 2012 | Maurizio Lucci         | centre droit  | Maire                     |
| 9 décembre 2012                          | 10 juin 2013    | Erminia Ocello         |               | Commissaire               |
| 10 juin 2013                             | 7 mai 2016      | Maurizio Lucci         | centre droit  | Maire                     |
| 7 mai 2016                               | 25 juin 2017    | Antonio Luigi Quarto   |               | Commissaire               |
| 25 juin 2017                             | 21 février 2022 | Giada Gervasi          | liste civique | Maire                     |
| 21 février 2022                          | 26 juin 2022    | Carmine Valente        |               | Commissaire               |
| 26 juin 2022                             | En fonction     | Alberto Mosca          | liste civique | Maire                     |
| Les données manquantes sont à compléter. |                 |                        |               |                           |

### Hameaux
Borgo San Donato, Borgo Vodice, Bella Farnia, Cerasella, Mezzomonte, Molella, Sacramento, Sant'Andrea, Sant'Isidoro, Baia d'Argento

### Communes limitrophes
Latina, Pontinia, San Felice Circeo, Terracina

### Évolution démographique
Latina (Italie)Habitants recensés

## Jumelages
Saint-Médard-en-Jalles (France) depuis 1990
 El Vendrell (Espagne)
la ville de sousse en tunisie